# Olšovice
Olšovice (deutsch Wolschowitz) ist eine Gemeinde in Tschechien. Sie liegt 19 Kilometer nordwestlich des Stadtzentrums von České Budějovice und gehört zum Okres Prachatice.

## Geographie

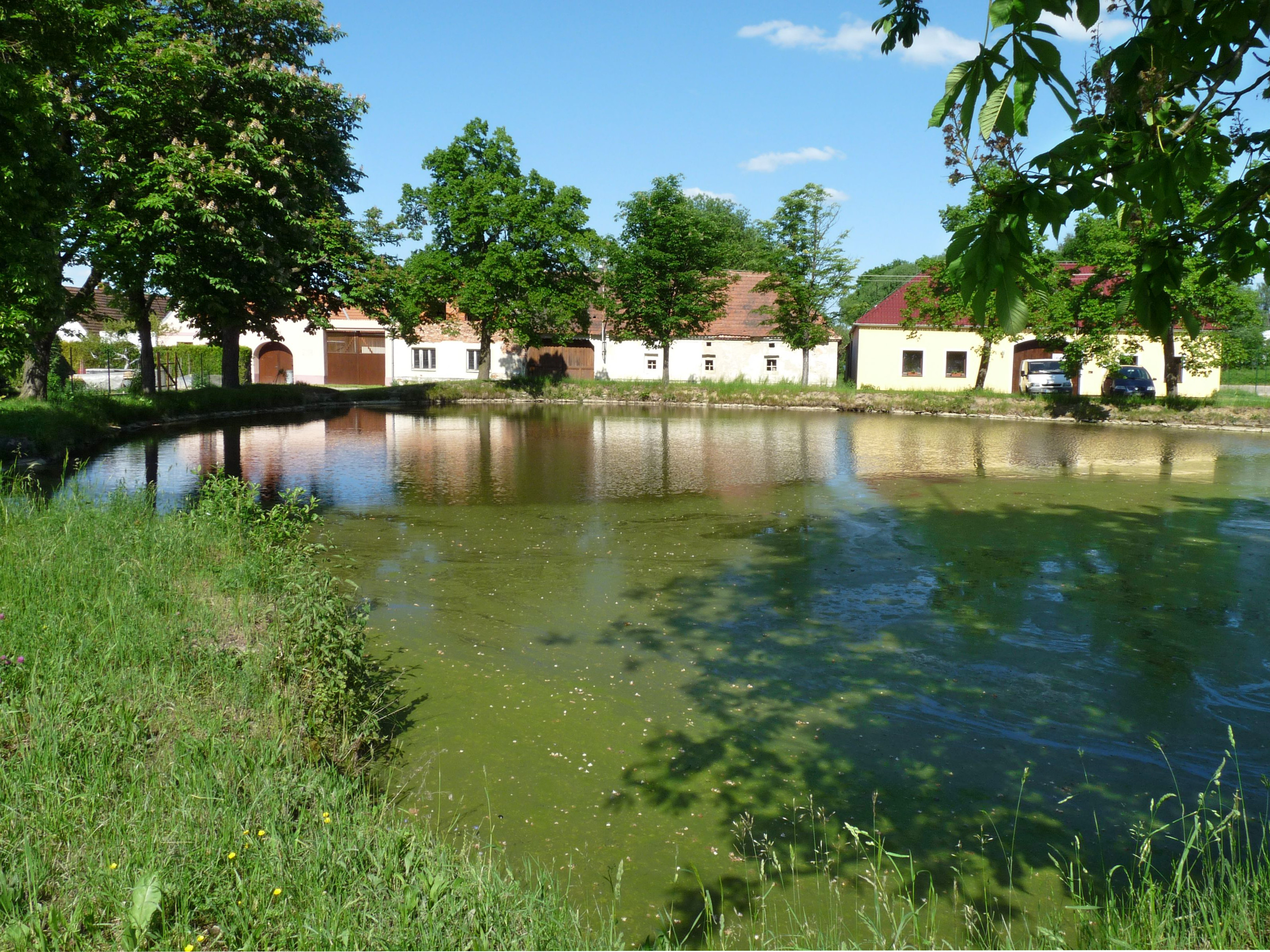
Dorfplatz mit Teich

Olšovice befindet sich an den nördlichen Ausläufern des Blanský les rechtsseitig des Netolický potok im Quellgebiet des Pištínský potok. Südwestlich erhebt sich der Mužský (502 m).
Nachbarorte sind Podeřiště und Hláska im Norden, Hlavatce im Nordosten, Vlhlavy im Osten, Mahouš im Südosten, Hlodačky im Süden, Netolice im Westen sowie Hradiště im Nordwesten.

## Geschichte
Die erste urkundliche Erwähnung des Dorfes erfolgte im Jahre 1248 unter dem Namen Volišovice. Ab 1262 gehörte das Dorf zur Burg Poděhusy, deren Besitzer die Rosenberger waren. 1421 brannten die Hussiten unter Jan Žižka die Burg nieder. Wok von Rosenberg verkaufte 1481 die wüste Burg mit dem gleichnamigen Hof an Peter Kořenský von Terešov. Bei weiteren Verkäufen wurde die Burg bis 1548 noch als wüstes Schloss erwähnt, danach war nie wieder von ihr die Rede.

## Gemeindegliederung
Die Gemeinde Olšovice besteht aus den Ortsteilen Hláska (Hlaska) und Olšovice (Wolschowitz) sowie dem Wohnplatz Třetina.

## Sehenswürdigkeiten
- Dorfplatz mit Teich und Gehöften im südböhmischen Bauernbarockstil
- Kapelle am Dorfplatz von Olšovice
- Kapelle in Hláska
- Nischenkapelle am Weg nach Netolice
- Reste der Burg Poděhusy bei Hláska
- 400-jährige Heckenbirne